# Peter Facinelli
Peter Alexander Joseph Facinelli (ur. 26 listopada 1973 w Queens) – amerykański aktor filmowy i telewizyjny pochodzenie włoskiego we Fresh Meadows. Studiował aktorstwo w Atlantic Theater Company Acting School, występował w serialu telewizyjnym stacji FOX Gliniarze bez odznak (Fastlane) oraz produkcji kinowej – filmu Zmierzch (opartego na książce o tym samym tytule) w roli doktora Carlisle Cullena.

## Życiorys
Urodził się w nowojorskiej dzielnicy Queens jako syn Bruny (z domu Reich) i Pierino Facinelliego, włoskich imigrantów. Jego ojciec pochodził z Revò, a matka z Spormaggiore, w regionie Trydent-Górna Adyga, w prowincji Trydent. Dorastał w bogatej włosko-amerykańskiej rodzinie w Ozone Park. Uczęszczał do St. Francis Preparatory High School na Manhattanie, a jego nauczycielami byli m.in.: William H. Macy, Felicity Huffman, Giancarlo Esposito i Camryn Manheim.
W 1995 debiutował rolą Lucyfera w dramacie Angela u boku Vincenta Gallo oraz serialu NBC Prawo i porządek (Law & Order). Popularność przyniosła mu kreacja Donovana 'Van' Raya w serialu FOX Gliniarze bez odznak (Fastlane, 2002-2003).
W dniu 20 stycznia 2001 roku poślubił Jennie Garth, znaną jako Kelly Taylor z opery mydlanej dla młodzieży Beverly Hills, 90210, którą poznał na planie telewizyjnego dramatu ABC Przerwany romans (An Unfinished Affair, 1996). Mają trzy córki: Luca Bella (ur. 22 czerwca 1997), Lolę Ray (ur. 6 grudnia 2002) i Fionę Eve (ur. 30 września 2006). Rozwiedli się w czerwcu 2013.

## Filmografia

### Filmy fabularne
- 1995: Angela jako Lucyfer
- 1996: Wtajemniczenie (Foxfire) jako Ethan
- 1997: Dotknij mnie (Touch Me) jako Bail
- 1998: Szalona impreza (Can't Hardly Wait) jako Mike Dexter
- 1998: Mówię Ci (Telling You) jako Phil Fazzulo
- 1998: Dancer, Texas Pop. 81 jako Terrell Lee Lusk
- 1999: Błędy młodości (Blue Ridge Fall) jako Danny Shepherd
- 1999: Transakcja (The Big Kahuna) jako Bob Walker
- 2000: Supernova jako Karl Larson
- 2000: Ropewalk jako Charlie
- 2000: Honest jako Daniel Wheaton
- 2000: Witamy w Hollywood (Welcome to Hollywood) jako aktor
- 2001: Chłopaki mojego życia (Riding In Cars With Boys) jako Tommy Butcher
- 2001: Pokusa (Tempted) jako Jimmy Mulate
- 2002: Król Skorpion (The Scorpion King) jako Takmet
- 2006: Człowiek widmo II (Hollow Man II) jako Frank Turner
- 2006: Dotknąć szczytu świata (Touch the Top of the World) jako Erik Weihenmayer
- 2008: Zmierzch (Twilight) jako dr Carlisle Cullen
- 2008: Finding Amanda jako Greg
- 2009: Saga „Zmierzch”: Księżyc w nowiu (The Twilight Saga: New Moon) jako dr Carlisle Cullen
- 2010: Saga „Zmierzch”: Zaćmienie (The Twilight Saga: Eclipse) jako dr Carlisle Cullen
- 2011: Saga „Zmierzch”: Przed świtem-część 1 (The Twilight Saga: Breaking Dawn-część 1) jako dr Carlisle Cullen
- 2012: Loosies jako Bobby
- 2012: Saga „Zmierzch”: Przed świtem-część 2 (The Twilight Saga: Breaking Dawn-część 2) jako dr Carlisle Cullen
- 2014: The Damned jako David Reynolds

### Filmy TV
- 1995: Książę miłości (The Price of Love) jako Brett
- 1996: Bez Jimmy’ego (After Jimmy) jako Jimmy Stapp
- 1996: Odnaleźć siebie (Calm at sunset) jako James Pfeiffer
- 1996: Przerwany romans (An Unfinished Affair) jako Rick Connor

### Seriale TV
- 1995: Prawo i porządek (Law & Order) jako Shane Sutter
- 2002-2003: Gliniarze bez odznak (Fastlane) jako Van Ray
- 2004-2005: Sześć stóp pod ziemią (Six Feet Under) jako Jimmy
- 2007: Układy (Damages) jako Gregory Malina
- 2009: Siostra Jackie (Nurse Jackie) jako dr Fitch Cooper
- 2015-: Supergirl jako Maxwell Lord